# Convitto Pontano alla Conocchia
Le Convitto Pontano alla Conocchia est un bâtiment historique situé dans le Rione Sanità à Naples. Dans le passé, il appartenait à la Compagnie de Jésus et c'est pourquoi il est également connu sous le nom de Pensionnat National Jésuite ou encore d'Institut Francesco Giordani alla Conocchia.

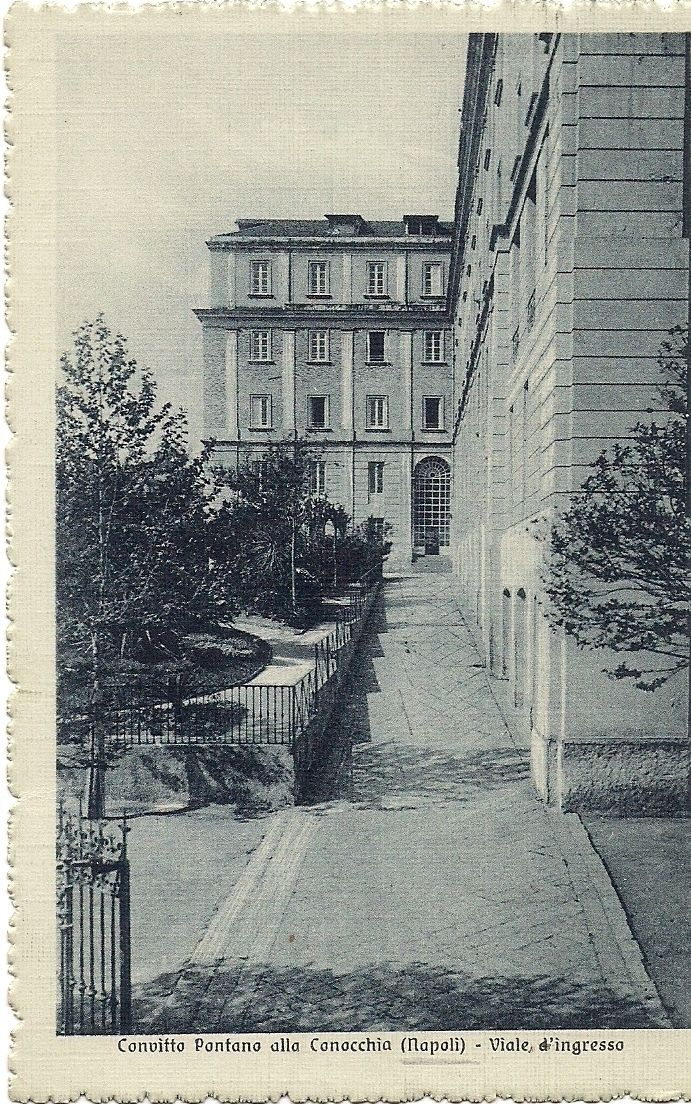
Voie d'entrée du pensionnat (1914)

## Histoire
Construit au XVIIIe siècle dans une zone connue sous le nom de "Conocchia alla Sanità", en raison d'un columbarium romain appelé " Mausoleo della Conocchia " en raison de sa forme conique  : le conocchia était en langue napolitaine la bobine du rouet sur lequel le fil est enroulé. Le mausolée du Ier siècle a été démoli de manière abusive en 1965, pour faire place à la spéculation immobilière dans la zone.
Le bâtiment était utilisé comme maison de villégiature pour les pensionnaires du Collegio del Salvatore de la Compagnie de Jésus de la fin du XVIIIe siècle au milieu du siècle suivant, lorsque les jésuites, chassés de Naples une première fois en 1848, sont à nouveau en 1860 expulsés par Giuseppe Garibaldi, qui en tant que dictateur de Naples avait saisi de nombreux édifices religieux, dont celui de la Conocchia .
Ainsi devenu propriété de l'Etat, il a été utilisé comme hôpital pour les maladies infectieuses en raison de son emplacement, isolé et loin des habitations. Ici, les Napolitains touchés par l'épidémie de choléra de 1884 ont été hospitalisés, qui ont été visités par le roi Umberto I en personne, qui s'est rendu dans la ville pour réconforter la population. À l'occasion de sa visite, une rencontre historique a eu lieu avec le cardinal de Naples Guglielmo Sanfelice, considéré comme tel comme le premier rapprochement entre l'État italien et l'Église après la prise de Rome.
C'est le 1er avril 1886 que, à la suite de la reconnaissance de l'Institut Pontano comme œuvre de la Compagnie de Jésus en 1880, l'école créée par Nicola Valente a trouvé son nouveau siège dans le bâtiment. L'inauguration du nouveau pensionnat, restauré pour l'occasion, perdant ses caractéristiques conventionnelles, a été bénie par le cardinal Sanfelice  .
L'activité d'internat a également cessé, la structure est passée entre les propriétés appartenant à la province de Naples et est devenue le siège de l'institut technique industriel Francesco Giordani, jusqu'à ce que dans les années 1980, elle soit transférée au district de Fuorigrotta décrétant la fermeture du bâtiment, qui est resté inutilisé et abandonné depuis lors.

## Galerie d'images

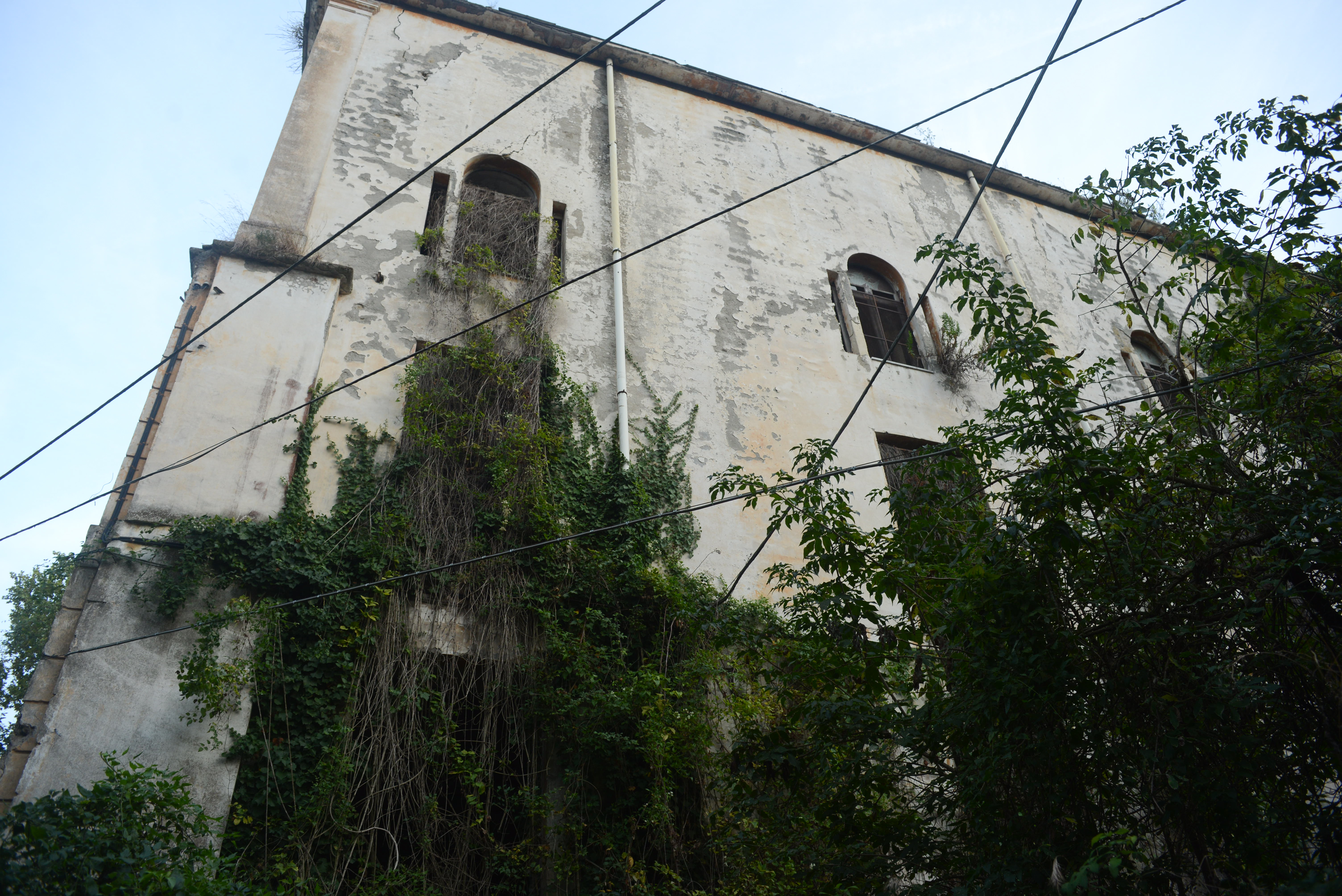
Aperçu de l'arrière
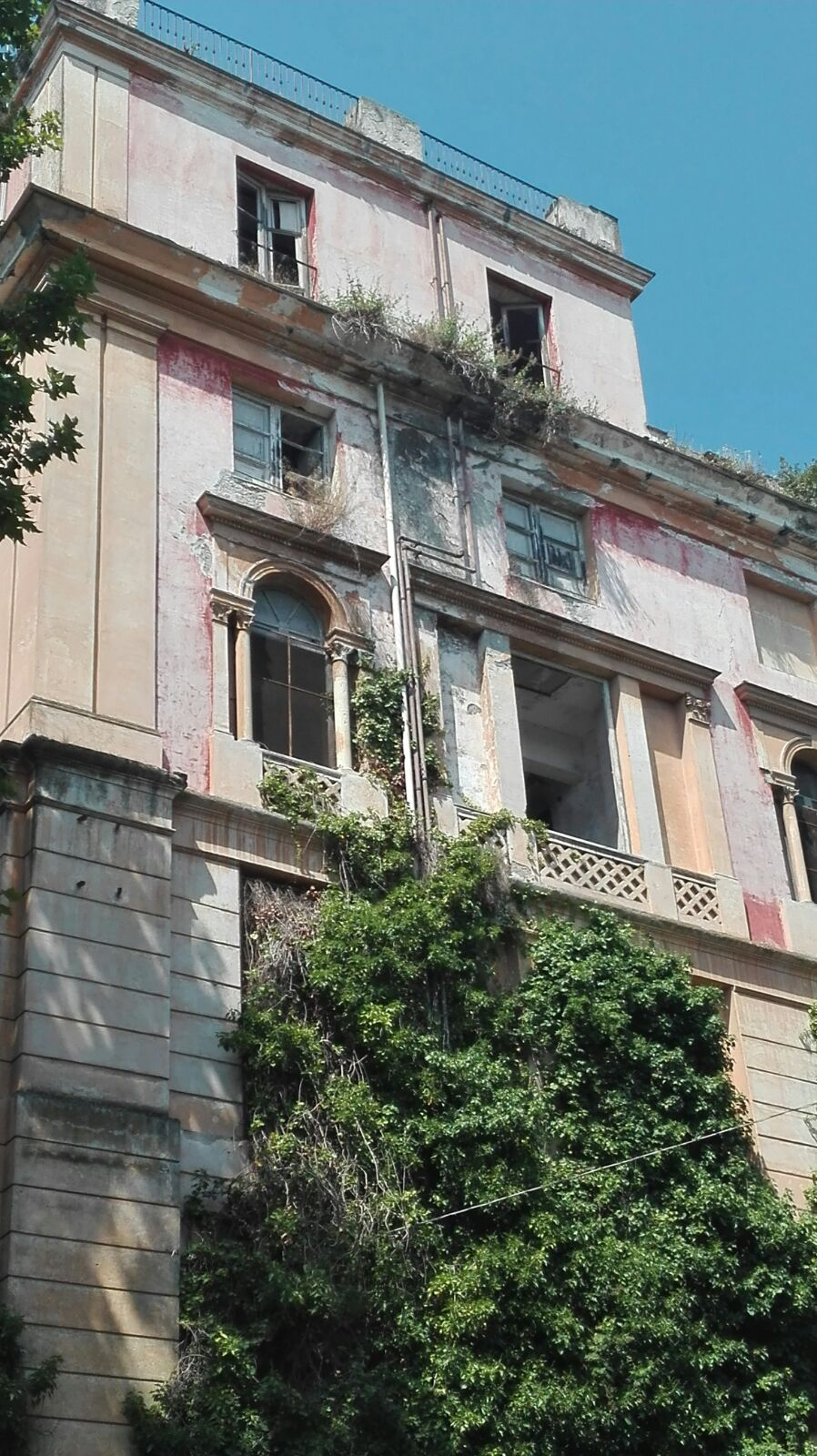
Fenêtre à meneaux sur le côté est du bâtiment
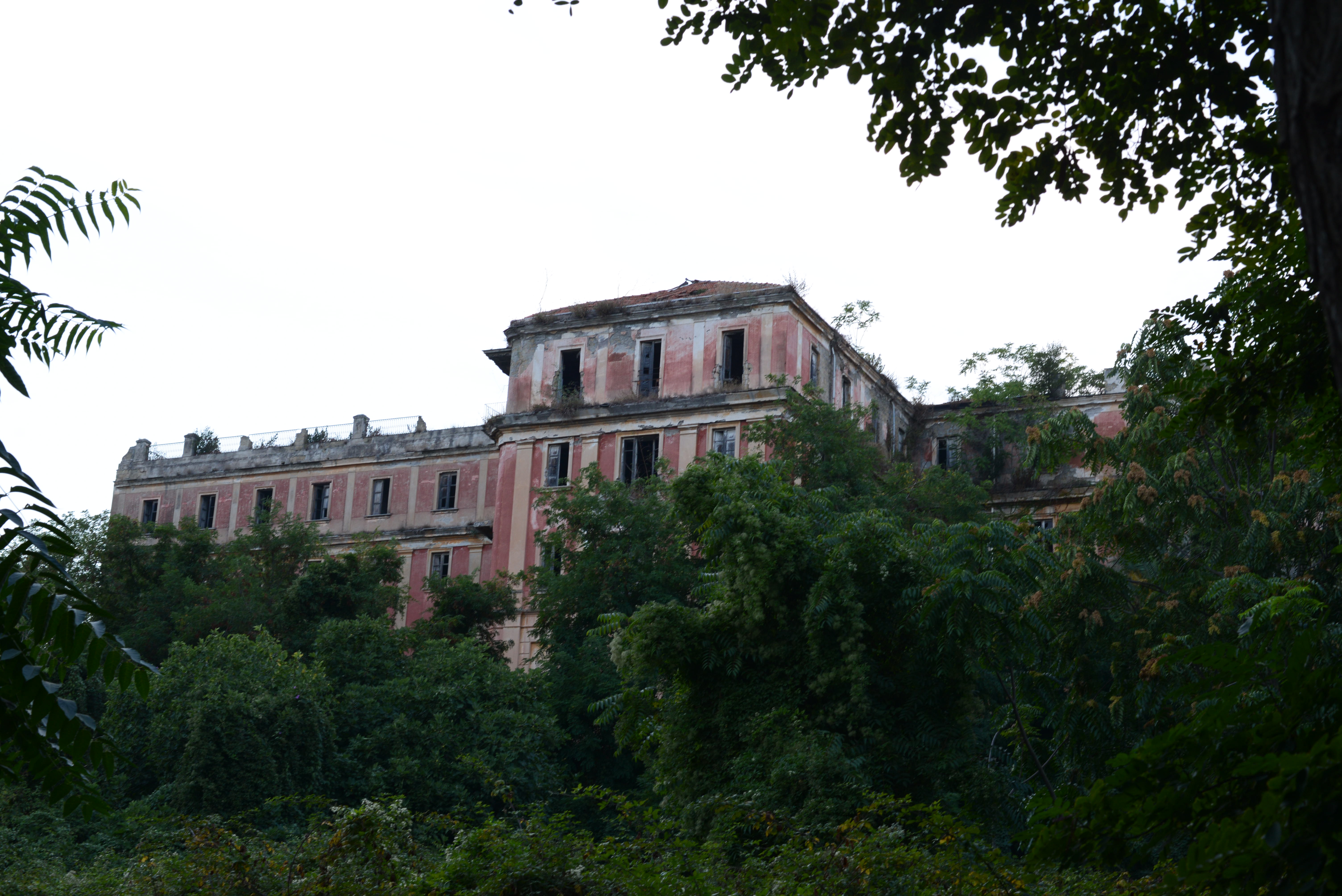
Vue depuis le parc de l'internat
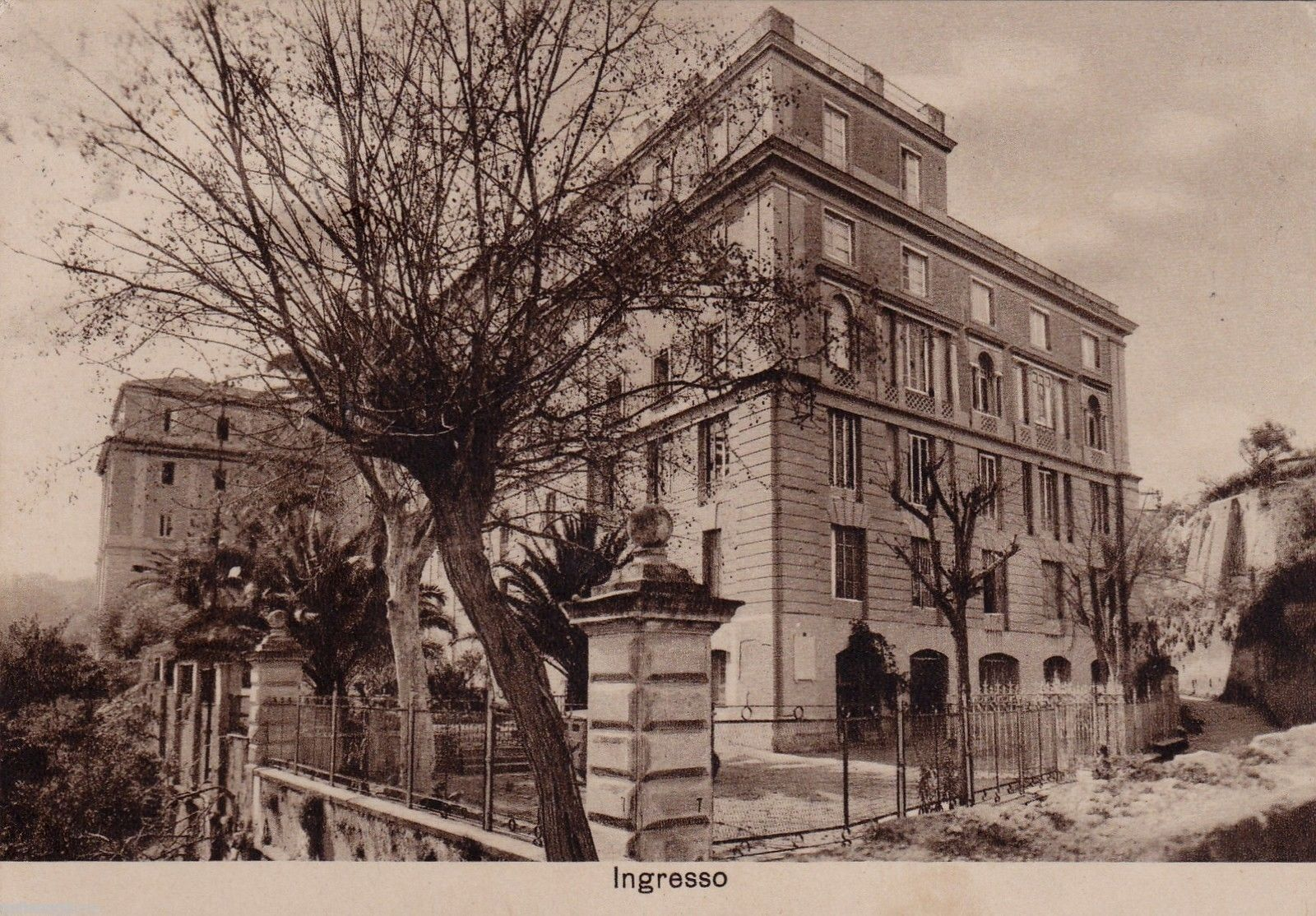
L'internat au milieu du XXe siècle